# Preußische Hypotheken-Aktienbank
Die Preußische Hypotheken-Aktienbank war die älteste preußische Hypothekenbank. Sie wurde 1863 in Alt-Berlin gegründet und bestand in dieser Form bis 1929.

## Geschichte

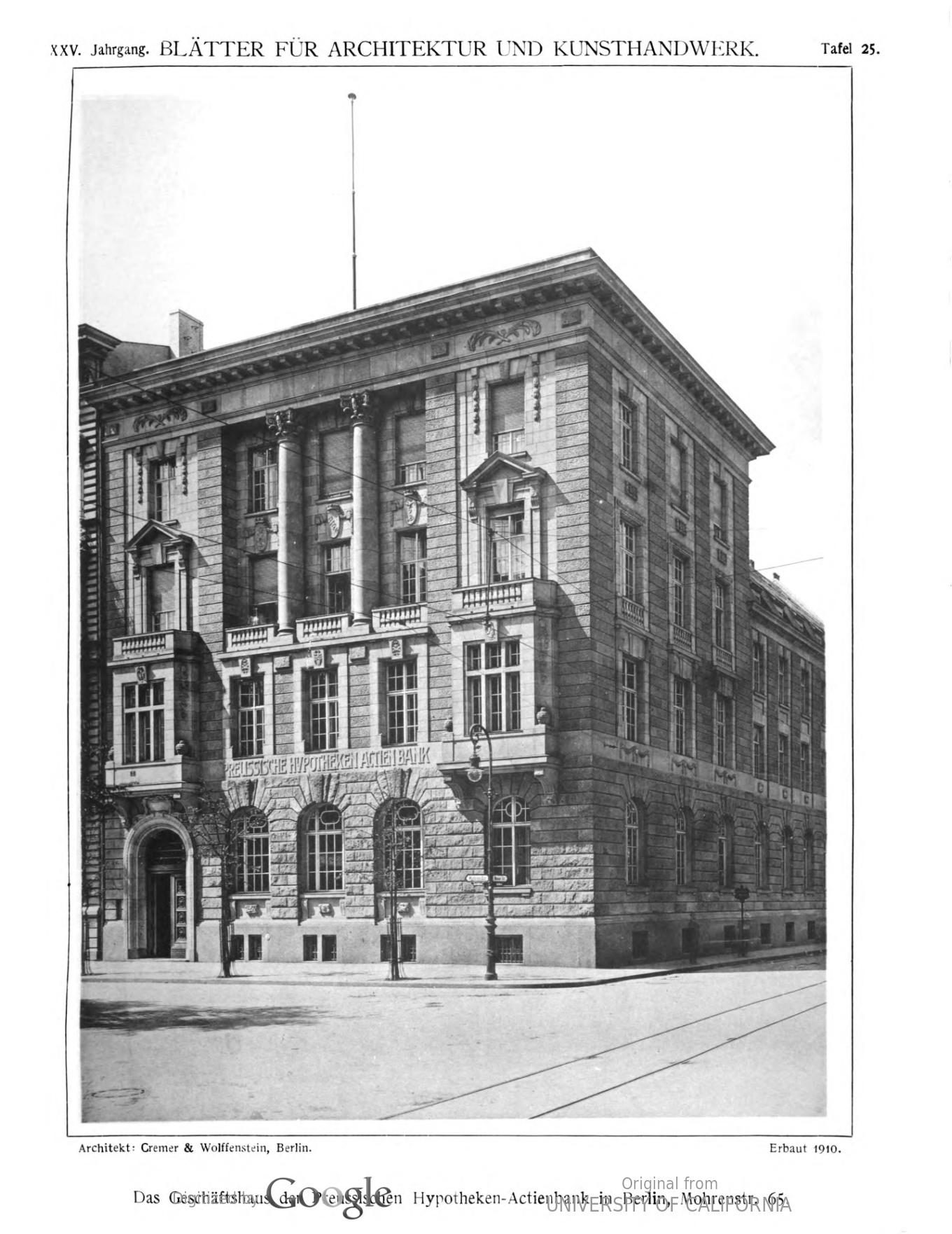
Gebäude der Preußischen Hypotheken-Aktienbank, Mohrenstraße 65

Graf Eberhard zu Stolberg-Wernigerode, Rittergutsbesitzer von Treskow-Grocholin, Geheimer Kommerzienrat von Ruffer u. a. gründeten im Februar 1863 die Bank. Die landesherrliche Konzession wurde am 18. Mai 1864 auf 100 Jahre erteilt, erster Direktor wurde der Bankier Hermann Henckel. in dessen Haus Wilhelmstraße 62 die Bank ihren Sitz nahm. Da die Bank den 1863 erlassenen preußischen Normativbestimmungen für Hypothekenbanken unterworfen war, hatte sie nur mäßigen Erfolg. Erst als 1872 Hermann Spielhagen (1823–1880) die Leitung übernahm, er die Bank reorganisierte und das Statut durch allerhöchsten Erlass vom 13. Oktober 1873 revidiert wurde, arbeitete sie erfolgreich. Im Jahr 1874 zog die Bank in die Behrenstraße 47. Spielhagens Sohn Otto (1852–1911) wurde sein Nachfolger als Bankdirektor, schied aber 1885 aus. Nun zog die Bank in die Behrenstraße 53. 1886 wurde die Tochtergesellschaft Deutsche Grundschuldbank gegründet. Beide Banken gehörten zum Spielhagenkonzern. 
1888 erfolgte ein weiterer Umzug, der Sitz wurde in die Charlottenstraße 42 verlegt. Im Herbst 1890 erfolgte der Zusammenbruch des Konzerns mit dem Konkurs der Deutschen Grundschuldbank. Die Preußische Hypotheken-Aktienbank wurde reorganisiert und erwarb das Haus Charlottenstraße 42. 1910 übernahm die Bank auch das Haus Mohrenstraße 65 und veranlasste einen Neubau an dieser Stelle. 1923 beteiligte sich die Commerz- und Privatbank an der Preußischen Hypotheken-Aktien-Bank. Auf Umwegen erfolgte 1924 die Übernahme des Aktienpakets durch die Swedish-American-Investment Corporation des schwedischen Zündholz-Unternehmers Ivar Kreuger. Als eine der angesehensten Banken erwarb 1929 die Preußische Pfandbrief-Bank nun die Preußische Hypotheken-Aktienbank, die somit ihre Eigenständigkeit verlor.